# 궁형관박쥐
궁형관박쥐(Rhinolophus arcuatus)는 관박쥐과에 속하는 박쥐의 일종이다. 인도네시아와 말레이시아, 파푸아뉴기니, 필리핀에서 발견된다.

## 분류학 및 어원
1871년 독일 동물학자 빌헬름 페테르스(Wilhelm Peters)가 신종으로 기재했다. 종소명은 "휘다(curved)"라는 의미의 라틴어 단어 "arcuatus"에서 유래했지만, 명명자 페테르스는 설명을 남기지 않았다. 스트라한(Strahan)와 콘더(Conder)는 잎코 모양에서 유래했을 것으로 추측했다.

## 생태
야행성 동물로 낮에는 석회암 동굴과 같은 은신처에 매달려 지내고, 밤에는 먹이인 곤충을 찾기 위해 움직인다.